# Raïssa Borissova
Raïssa Borissova est une gymnaste artistique soviétique. 

## Carrière
Raïssa Borissova est médaillée d'or par équipes aux Championnats du monde de gymnastique artistique 1958 à Moscou.